# Hexachaetoniella dispersa
Hexachaetoniella dispersa är en kvalsterart som först beskrevs av P. Balogh 1985.  Hexachaetoniella dispersa ingår i släktet Hexachaetoniella och familjen Licnodamaeidae. Inga underarter finns listade i Catalogue of Life.